# 卡布里耶尔 (埃罗省)
卡布里耶尔（法語：Cabrières，法語發音：[kabʁijɛʁ]）是法国埃罗省的一个市镇，属于贝济耶区。

## 地理
卡布里耶尔（43°34'37"N, 3°21'45"E）面积29.02 平方千米，位于法国奧克西塔尼大區埃罗省，该省份为法国南部沿海省份，南濒地中海，西南接奥德省，西北接塔恩省和阿韦龙省，东北与加尔省接壤。
与卡布里耶尔接壤的市镇（或旧市镇、城区）包括：丰泰斯、略朗卡布里耶尔、穆雷兹、内菲耶斯、佩雷、瓦扬、瓦尔马斯克勒、维勒讷韦特。

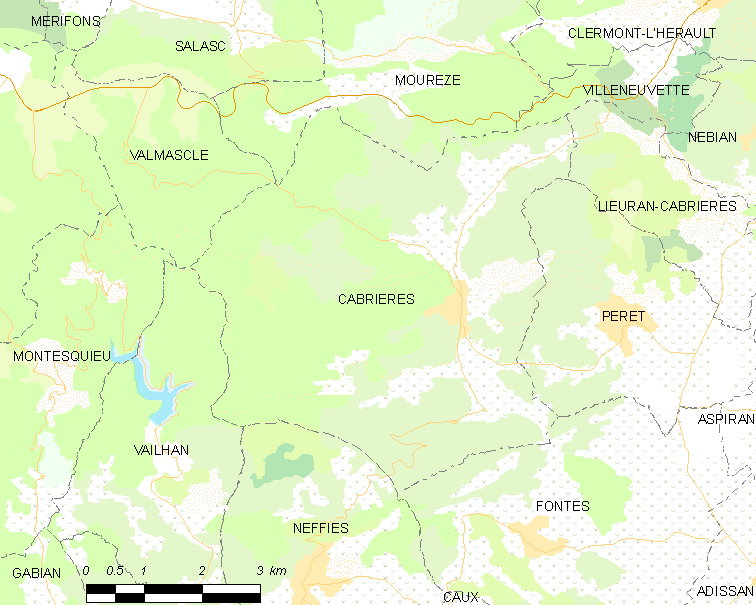
的OSM定位图

卡布里耶尔的时区为UTC+01:00、UTC+02:00（夏令时）。

## 行政
卡布里耶尔的邮政编码为34800，INSEE市镇编码为34045。

## 政治
卡布里耶尔所属的省级选区为梅兹县。

## 人口

1962-2008年间人口变化图示

卡布里耶尔于2022年1月1日时的人口数量为556人。